# دی هیدرو ارگوکریستین
دی هیدرو ارگوکریستین (به انگلیسی: Dihydroergocristine) با فرمول شیمیایی C35H41N5O5 یک ترکیب شیمیایی با شناسه پاب‌کم 4696 است. که جرم مولی آن ۶۱۱٫۷۳ گرم بر مول می‌باشد.